# Qualicum Beach
Pour les articles homonymes, voir Qualicum.
Qualicum Beach est un bourg de Colombie-Britannique située sur l'île de Vancouver, au pied du mont Arrowsmith.

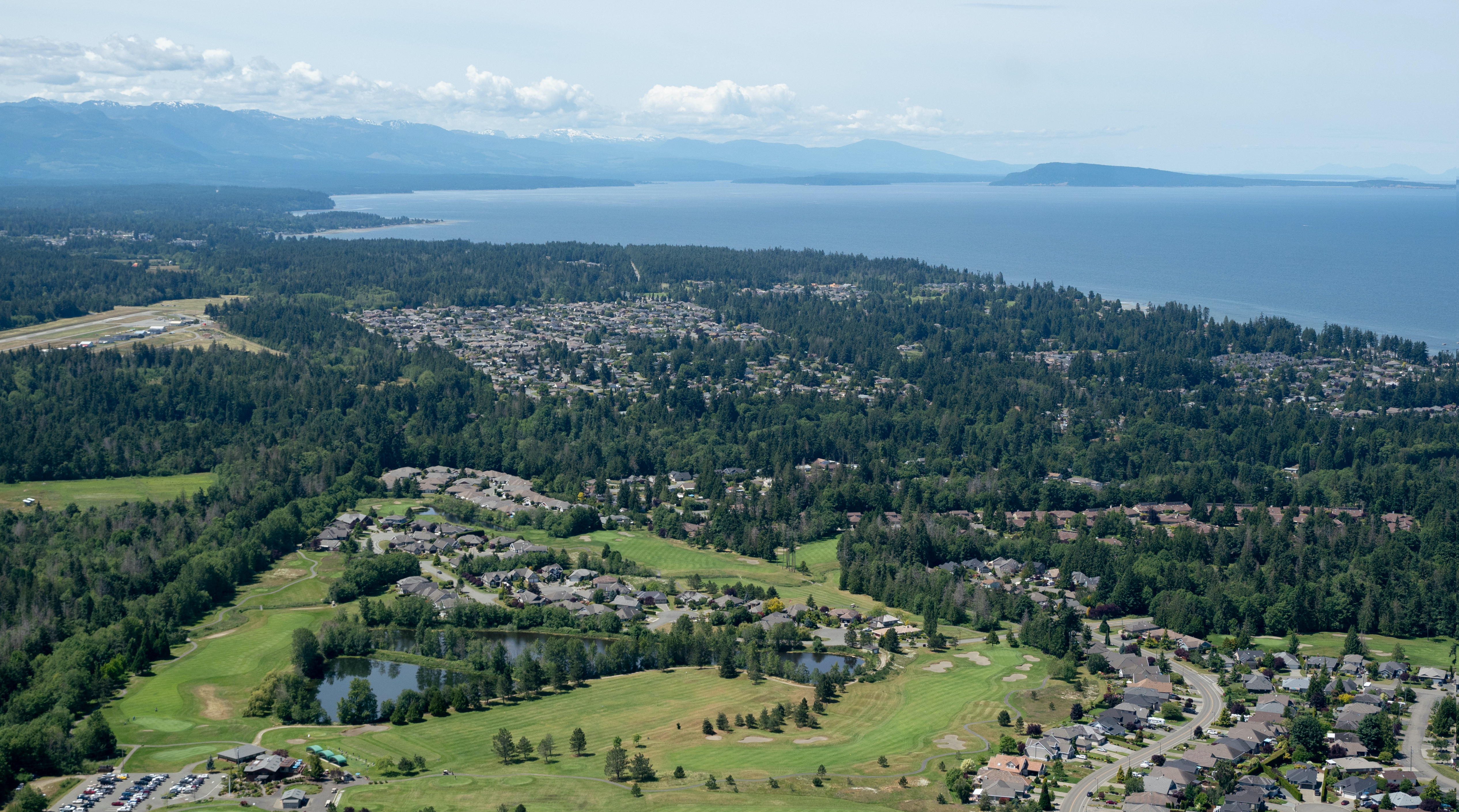
Vue aérienne de Qualicum Beach.

## Démographie
| 2001  | 2006  | 2011  | 2016  |
| ----- | ----- | ----- | ----- |
| 7 849 | 8 502 | 8 687 | 8 943 |